# Омографи

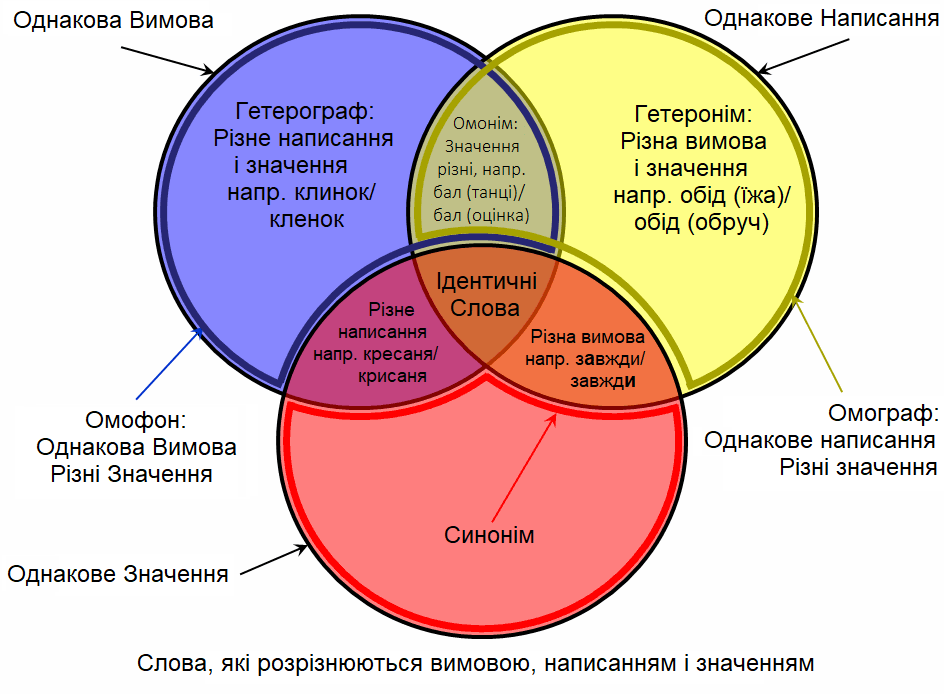
Омографи на діаграмі Венна

Омо́графи (від дав.-гр. ὁμός — «однаковий» + γράφω — «пишу») — слова, що мають однакове написання, але різне звучання і значення.
В українській філології цей термін рідко використовується, оскільки в українській мові написання та вимова слів зазвичай повністю збігаються. Через такий збіг, у менш технічному використанні омографи часто не відрізняють від омонімів. Однак у мовах, де вимова значно розбігається з правописом, можуть існувати великі ряди омографів — до них належать, зокрема, російська й англійська мови.

## Омографи в українській мові
Український правопис передає звучання слів достатньо однозначно, тому омографія в ньому відносно малопоширена. Однак, деякі особливості вимови, що впливають на зміст, на письмі не передаються, тому можуть виникати омографічні пари.
Зокрема, ознакою фонетичного розрізнення ряду омографів є наголос, який, незважаючи на існування усталеного способу його графічного позначення, на письмі здебільшого не використовується. Приклади омографів, що відрізняються наголосом:
- аба́ка (архітектурна деталь) і абака́ (рослина, волокно)
- а́тлас (збірка мап) і атла́с (тканина)
- гла́дкий (рівний) і гладки́й (повний, угодований)
- го́род (місто) і горо́д (сад)
- гребі́нник (рослина) і гребінни́к (майстер з виготовляння гребенів)
- гря́да (грядка) і гряда́ (пасмо)
- де́рен (покрив ґрунту) і дере́н (рослина)
- за́мок (фортеця, садиба) і замо́к (прилад)
- за́пал (збудження, порив, піднесення) і запа́л (пристрій)
- зо́льник (курганний насип) і зольни́к (частина топки)
- ко́лос (суцвіття) і коло́с (велет)
- лу́па (збільшувальне скло) і лупа́ (відпалі частинки шкіри при себореї)
- лю́фа (ствол зброї) і люфа́ (рослина)
- наві́сний (про траєкторію) і навісни́й («той, що нависає», «призначений для підвішування»; «навіжений, знавіснілий»)
- наре́чений («названий») і нарече́ний («жених»)
- ні́коли («наразі нема часу для чого-небудь») і ніко́ли («за жодних обставин»)[1]
- о́бід (обруч, деталь колеса) і обі́д (прийом їжі) — омографія існує лише в називному і знахідному відмінках, оскільки кореневий [і] має різне походження: у першому слові — від [о], у другому — від [ѣ].
- о́бруч (поряд) і обру́ч (велике кільце, браслет)
- о́писка (мінеральна фарба) і опи́ска (випадкова помилка в написаному тексті)
- о́чник (студент очного відділення) і очни́к (окуліст)
- па́хол («холка») і пахо́л («слуга», «підліток»)
- по́діл (ділення) і поді́л (низ) — омографія існує лише в називному й знахідному відмінках
- пра́вило (настанова, припис) і прави́ло (інструмент)
- си́тник (хліб; майстер, що виготовляє сита) і ситни́к (рослина)
- сі́м'я (насіння) і сім'я́ (родина) — омографія існує лише в називному відмінку, бо ці слова належать до різних типів відмінювання (сі́м'я — сі́мені і сім'я́ — сім'ї́)
- сі́яти (садити насіння) і сія́ти (сяяти)
- те́рен (рослина) і тере́н (територія)
- ті́пати («трясти») і тіпа́ти («очищати волокна»)
- ко́пати (ударяти ногою) і копа́ти (рити)
- фа́нза (китайське житло) і фанза́ (китайська тканина)
- ці́лик (приціл) і ціли́к (цілина)

Окрім того, до такого типу омографів належать також граматичні форми слів, що відрізняються лише наголосом: ру́ки (Н. мн.)/руки́ (Р. одн.).
Ряд омографів відрізняється лише твердістю чи м'якістю зубних приголосних перед і — ця особливість української фонетики графічно відображалась у деяких старих правописах (зокрема, в желехівці), але не має графічного відображення в сучасній орфографії. Твердість зубних приголосних ([d], [t], [z], [s] [t͡s], [d͡z], [n], [ɭ]) зберігається перед [і] на місці історичного [ɔ], перед закінченням прикметників твердої групи, а також на межі префікса, в решті випадків зубні приголосні перед [і] здебільшого вимовляються м'яко. Наприклад, ніс (носа)/ніс (нести), надійний («що дає надої»)/надійний («що дає надію») відрізняються, відповідно, твердістю та м'якістю приголосної перед і, що виникла, відповідно, з історичних [ɔ] та [ɛ]/[ě] (внаслідок ікавізму). Пари дружні(згуртовані, від дружний)/дружні (союзні, неворожі, від дружній), насінні (насінний)/насінні (насіння) та деякі інші відрізняються твердістю/м'якістю приголосної перед закінченням. У ряді діалектів, однак, розрізнення твердості/м'якості приголосних перед і зникло, тому такі омографи можуть розглядатись і як омоніми.
У період, коли з українського алфавіту було вилучено букву ґ, омогрфами стали такі пари слів, як ґніт/гніт, ґрати/грати — розрізнення фрикативного/проривного г зберігалося при вимові і було частиною орфоепічної норми радянського періоду, хоч і не відображалось на письмі.

## В інших мовах

### Російська мова
У російській мові причиною появи омографів також є здебільшого неоднозначність наголосу:
- жа́ркое («жарке») і жарко́е («печеня»)
- за́мок (споруда) і замо́к (пристрій)
- за́пах («запах») і запа́х («перекриття однією полою одягу другу, захі́д»)
- ле́дник («льодовня») і ледни́к («льодовик»)
- хло́пок («бавовна») і хлопо́к («удар, оплеск»)

Ще одна поширена причина — факультативність написання літери ё, заміна її на е:
- вёдро («ясна погода, ве́дро») і ведро́ («відро»)
- всё («все») і все («всі»)
- нёбо («піднебіння») і небо («небо»)
- падёж («падіж, масова загибель тварин») і паде́ж («відмінок»)
- совершённый («здійснений», «доконаний») і соверше́нный («досконалий»)
- фён (вітер) і фен (прилад).

Омографи інших типів в російській мові зустрічаються значно рідше. Іноді вони виникають через варіативність вимови літери ч:
- сердечный: [sʲɪrˈdʲeʂnɨɪ̯] человек («щира людина») і [sʲɪrˈdʲet͡ɕnɨɪ̯] приступ («серцевий напад»)
- конечно: [kɐˈnʲeʂnə] шучу («звісно жартую») і множество [kə.ˈnʲeʨ.nə] (множина скінченна)
- считать: [ɕːɪˈtatʲ] деньги/взрослым («рахувати гроші / вважати дорослим») і [ɕt͡ɕɪˈtatʲ] информацию («зчитати інформацію»).

Деякі словоформи можуть належати до різних слів:
- тесте: сосиска в [ˈtʲesʲtʲɪ] («сосиска в тісті») і ошибка в [ˈtɛsʲtʲɪ] («помилка в тесті»)
- Питер: [ˈpʲitʲɪr] криминальный город («Пітєр кримінальне місто») і [ˈpʲitɛr] Пэн («Пітер Пен»).

### Англійська мова
В англійській мові омографи трапляються внаслідок неоднозначностей у читанні деяких буквосполучень:
- bow [boʊ] («лук») і bow [baʊ] («уклін», «ніс корабля»)
- close [kləʊs] («близький», «близько») і close [kləʊz] («закрити»).
- gill [ɡɪl] («зябра») і gill [dʒɪl] («джил»)
- live [laɪv] («живий») і live [lɪv] («живу»)
- read [ɹiːd] («читаю») і read [ɹɛd] («прочитаний», «читав»)
- slough [slaʊ] («болото», «багно») і slough [slʌf] («скинута шкіра змії», «виповзок»)[2]